# Københavns Drengekor
Københavns Drengekor er et kor tilknyttet Sankt Annæ Gymnasium.

## Historie
Koret blev grundlagt i 1924 af Mogens Wöldike for at opføre kormusik skrevet for drenge- og mandsstemmer fra middelalder til det 20. århundrede. I 1929 oprettede Københavns Kommune en sangskole til koret, det nuværende Sankt Annæ Gymnasium.
Indtil 1959 var koret fast knyttet til Christiansborg Slotskirke, men siden har Vor Frue Kirke været ramme om korkoncerter fredag aften i sæsonen og om drengenes kirketjeneste ved højmesserne og ved vesperne.
I 1998 gav Margrethe 2. tilladelse til, at koret måtte titulere sig som Det Kongelige Kantori. Koret medvirker til en række af de kongelige begivenheder. De har blandt andet sunget til bryllupperne mellem Margrethe og Henrik (1967), Prins Joachim og Alexandra (1995), Kronprins Frederik og Mary, samt kronprinseparrets børns dåb i hhv. Christiansborg og Fredensborg slotskirker.

## Dirigenter og ledere
- Mogens Wöldike (1924-1965)
- Niels Møller (1965-1984)
- Per Enevold (1984-1991)
- Ebbe Munk (1991-2020)
- Carsten Seyer-Hansen (siden 2020)[1]

## Diskografi
| - Årets Krans Vol. 2, Danica DCD 8212 - Dietrich Buxtehude: Vocal Works Vol II, Dacapo 8.224160 - Danish Choral Music in the 20th Century, Danica Records - Palle Mikkelborg: A Noone of Night, Dacapo - Benjamin Britten: A Ceremony of Carols, London Records 436 394-2 - Händel: Saul - Palestrina: Missa Papae Marcelli, Danica Records DCD 8163 - Årets Krans, Danica DCD 8182 | - Danske Julesalmer, danica DCD 8179 - Rossini: Petite Messe Solennelle, Kontrapunkt CD 32122/23 - Thorvaldsen, MEGA MRCD 3321 - Danske Sange, EMI CD 74973552 - Korsange og orgelkoraler til kirkeåret, Hamlet/Telefunken HAM 00013-2 - Gustav Mahler: 3. symfoni, Chandos CHAN 8970/1 - Gustav Mahler: 8. symfoni, Chandos CHAN 8853 - Janáček: Glagolistisk Messe, Chandos CHAN 9310 - Richard Strauss: A Capella Choral Works, Chandos CHAN 9223 |

### LP-udgivelser
Foruden almindelige digitale udgivelser, har koret også udgivet tre LP'er.
- Mogens Pedersøn: Kirkemusik fra Chr. IV's hof, EMI/DMA 017
- Julevesper i Københavns Domkirke, EMI LP 1395451
- Kirkemusik af Haydn og Mozart, EMI LP 2706071